# Guigues III d'Albon
Pour les articles homonymes, voir Guigues III, Maison d'Albon et Albon (homonymie).
Guigues III d'Albon, dit Comes, né entre 1050 et 1070 et mort probablement après 1132, est un comte d'Albon, issu de la maison d'Albon.
Dans les actes du Regeste dauphinois, Guigues III est systématiquement nommé comte Guigues ou fils de Guigues II Le Gras et ne prend le titre de comte d'Albon qu'en 1101, ceci jusqu'à son décès après 1132.
Il porte le cognomen Comes, « le comte ». Léon Menabrea expliquent ainsi l'origine de ce cognomen « les historiens modernes le nomment Guigues-le-Comte, parce que n'ayant pas de surnom il s'intitulait simplement Guigo comes ». Il est à noter que la numérotation des Guigonides de la Maison d'Albon est différente selon les références, en effet, selon le site Internet de généalogie de la Foundation for Medieval Genealogy - Medieval Lands (MedLands), Guigues III est donné comme Guigues V.

## Biographie

### Origines
Guigues d'Albon serait né, selon le site MedLands, aux environs des années 1050 et 1070. Il est le fils de Guigues II d'Albon et Pétronille,, probablement Pétronille de Royans, fille d'Artaud de Royans et de Pétronille (selon Georges de Manteyer).

### La rivalité avec Saint Hugues et le partage du comté de Sermorens
Son règne est marqué par la lutte continuelle qu'il livre au nouvel évêque de Grenoble, Hugues de Châteauneuf. Saint Hugues accède à l’évêché en 1080 et est un fervent partisan de la réforme grégorienne pour la suzeraineté des biens d'église qu'il détient, notamment en Grésivaudan mais également pour le comté de Sermorens.
En 1080, une référence est faite à un comte d'Albon dans une citation de fiefs de l'évêque de Grenoble à Saint-Donat, mais peut-être posthume en référence à Guigues II.
La rivalité d'Hugues de Châteauneuf avec l'archevêque de Vienne Guy de Bourgogne, devenu ensuite le pape Calixte II (1119-1124) tient au principal sujet de discorde concernant le comté de Sermorens.
En 1095, le pape Urbain II mande au comte Guigues III, au clergé et au peuple de Grenoble, que, dans le concile tenu à Clermont, il a donné satisfaction aux plaintes de leur évêque au sujet du pagus de Sermorens. L'archevêque de Vienne ayant refusé d'obéir à la décision du concile de Plaisance, il a restitué cet archidiaconé à Hugues ; tant que Guy refusera de se soumettre à cette décision, l'église de Grenoble sera soustraite à son obédience. Stimulé par les lettres apostoliques, le comte Guigues se rend auprès de l'archevêque de Vienne et obtient de lui, par menaces et par prières, la restitution du pagus de Sermorens à l'église de Grenoble. Le 29 janvier 1107, alors qu’il résidait à Lyon, le pape Pascal II parvint, avec le conseil de plusieurs des évêques de la région et celui du comte d’Albon, à faire accepter aux protagonistes les termes d’un règlement du conflit. Le texte de l’accord interdisait à l’archevêque de Vienne d’intervenir au delà du cours de la Bourne jusqu'à sa confluence avec l’Isère. Ce partage ne se fit pas sur le dénombrement des églises mais sur les « castra » et « mandamenda ». Cette énumération relève vingt-deux châteaux et mandements et chaque partie en reçoit onze. Ceci scellera la fin du comté de Sermorens.

### Les Cartulaires de l'église Cathédrale de Grenoble
Par ailleurs, pour rentrer dans ce qu'il juge être son droit, le fougueux prélat n'hésite pas à affabuler sur la reconquête du diocèse de Grenoble les armes à la main par l'évêque Isarn contre les Sarrasins. C'est l'objet du préambule d'une série de documents destinés à établir l'état des biens d'église, connus sous le nom de Cartulaires de Saint-Hugues.
Vers 1100, le Cartulaire de l’église cathédrale de Grenoble réalisé par Saint-Hugues décrit les conditions, selon lui, et reprises par les historiens les siècles suivants, de l'appropriation des biens du clergé par les Guigonides via l'un de ses prédécesseurs l'évêque Mallenus/Mallen, apparenté aux comtes d'Albon,.
L'original est la charte XVI du deuxième cartulaire reproduite en partie dans le Regeste dauphinois par Ulysse Chevalier, publiée en 1869 par Jules Marion. Cette charte, sans date précise, a été à l'origine de conflits d'historiens au XIXe siècle. En premier lieu, Alfred de Terrebasse (1801-1871) qui, s'il ne remet pas en cause la véracité de la charte, étudie la généalogie de la Maison d'Albon en Grésivaudan, ses rapports comtaux avec les Bosonides au IXe siècle et cite que les biens à Vizille et à Grenoble des Guigonides existent dès l'épiscopat d'Humbert et sont tenus de plus haute part que l'évêque Isarn son prédécesseur. L'auteur reprend de même un Privilège de 1027 du pape Jean XIX à Odilon, abbé de Cluny, confirmant à son monastère une petite propriété en Champsaur, que Guigues l'ancien, aïeul de Guigues le jeune actuel, avait donnée à St-Pierre. Son frère Humbert, évêque de Valence, est cité, mais cet acte apparaît comme falsifié de même que l'original de la donation de 940.
Par ailleurs l'évêque Mallenus, après la mort de Rodolphe III aurait agi comme la plupart des prédécesseurs des prélats de cette époque du fait de l'affaiblissement du pouvoir des rois de Bourgogne et ainsi profité de la position du comte Guigues Ier, s'intitulant prince de la province de Grenoble avec son fils Guigues II en 1052. Les deux condamines que réclame par ailleurs Hugues de Châteauneuf, vers 1100, sont des possessions ecclésiastiques grenobloises, l'une historique à Saint-Donat. Corbus, l'évêque de Grenoble s'y réfugie lors d'une attaque de Sarrasins en 732. Il y apporte les reliques de l'ermite Saint-Donat et mort au début du VIe siècle. En 879, Boson de Provence, élu roi de Bourgogne fait don de la ville à un évêque de Grenoble, qui lui avait donné son suffrage au conseil de Mantaille. Les évêques aménagent la ville : un tribunal est créé ainsi qu'une double enceinte de remparts autour des lieux. Ils y demeurent jusqu'en 967. L'autre condamine est attenante à Grenoble sur le territoire de Meylan. Il est par ailleurs dit à la fin de l'acte que le partage est fidèlement observé sur les domaines.
Après sa parution posthume, l'ouvrage de l'historien Alfred de Terrebasse entraîne une vive réaction de Mgr Charles-Félix Bellet, prêtre et pro-notaire apostolique remettant en cause le témoignage de Saint-Hugues et de l'usurpation des biens cléricaux, ainsi que celle du rôle de l'évêque Isarn, Jules Marion relevant simplement que : « En résumé, la charte XVI avec son préambule historique est inattaquable en tant que document paléographique, et moralement vraie. Elle reproduit fidèlement, sinon la vérité absolue des faits dans leurs détails, du moins la tradition populaire dont l'évêque de Grenoble s'est fait l'écho. »
Pour René Poupardin, la question est insoluble, de savoir si Saint-Hugues a été, ou non, de bonne foi et bien informé en ce qui concerne l'existence ou l'absence d'un pouvoir comtal à Grenoble, au temps des évêques Isarn, Humbert et Malien. Quant au préambule lui-même, l'historien n'accepte pas toutes les conséquences que l'on a parfois voulu en tirer, notamment que l'évêque Isarn fut le libérateur de l'église de Grenoble, à la suite d'une sorte de croisade entreprise par lui, puisque l'expulsion générale et définitive des Sarrasins n'eut lieu qu'en 983 à La Garde-Freinet, à une date postérieure à son existence. Ainsi Le témoignage de Saint-Hugues peut être considéré ce que l'on croyait au XIIe siècle que les Sarrasins avaient dévasté le pays antérieurement à l'épiscopat d'Isarn.

### Le règlement des conflits
Vers le 15 juillet 1099, Hugues, évêque de Grenoble, de retour d'Italie tient un synode dans l'église de Saint-Vincent, le comte Guigues III vient, en présence du prélat et de tout le clergé, et fait abandon des églises, cens, dimes et droits ecclésiastiques qu'il détenait.
En mars 1106, Guillaume de Domène se donne à Dieu le jour de la fête de Saint-Benoît, dont il prend l'habit, et fait don au monastère de Domène de plusieurs redevances, y compris des terres qui furent la dot de sa mère. Cet acte est corroboré par le comte Guigues III et son épouse la Reine, originaire d'Angleterre (quæ fuit de Anglia), pour le repos de sa mère, qui est ensevelie là.
En octobre 1110 apparaît le nom de dauphin pour le fils de Guigues III, dans l'acte : Guigues le Comte et son épouse la reine Mathilde donnent à l'Abbaye Notre-Dame-de-Chalais. Leurs fils Guigues Dauphin (Delfinus) et Humbert approuvent.
Le 5 septembre 1116 est signé un traité entre Hugues, évêque de Grenoble, et le comte Guigues III. Hugues se plaignait des dévastations commises par le comte dans la châtellenie de Montbonnot sur un sol commun. Guigues restitua les églises et leurs cimetières, dotations et dimes et rendit la liberté aux clercs de Grenoble et de Saint-Donat. Il affranchit de tout servage les familles des chanoines et donna en outre à l'église de Grenoble la condamine de Corbonne (rivière affluente à 9 km au Nord-Est de Grenoble). Les parties se donnèrent le baiser de paix. L'épouse du comte, Mathilde approuva, puis ses fils Guigues IV et Humbert futur évêque du Puy avant 1125, puis archevêque de Vienne en 1146.
Guigues III d'Albon meurt à une date inconnue. La date du 21 décembre 1125 est celle retenue par le site MedLands, Ulysse Chevalier citant le Nécrologe de Saint-Robert dans le Regeste dauphinois (1913) indiquant un acte après l'année 1132.

## Famille
Avant 1125, Guigues III, fils de Pétronille, donne et confirme au prévôt et aux chanoines de l'église de Saint-Laurent d'Oulx les dîmes et oblations qu'il avait dans leur église et dans ses dépendances. Sont témoins la reine Mathilde son épouse, son fils Humbert élu évêque du Puy.
Il épouse, à une date non connue, Mathilde (Regina nom. Maheldis), dite reine d'origine anglaise,, décédée après 1146. À ce jour deux thèses s'affrontent chez les historiens concernant l'origine de Mathilde, laquelle figure en latin dans un document : celle d'une origine anglaise ou scandinave (Georges de Manteyer, 1925) en interprétant le texte « de Anglia (« d'Angleterre »), et celle d'une origine italienne, en l'interprétant « de Apulia » (« des Pouiles ») (Bernard Bligny 1973). Les partisans de cette deuxième thèse lui prêtent la cohérence suivante : Mathilde serait surnommée regina car veuve d'un roi des Romains germanique (peut-être Conrad de Franconie alias Conrad de Basse-Lotharingie, selon Etienne Pattou), et serait une fille de la Maison normande de Hauteville qui dominait le sud de l'Italie y compris les Pouilles (Apulia), dont fait partie la ville de Tarente, laquelle possède sur son blason un dauphin (delphinus). Pour les uns Mathilde venait d'Angleterre, pour les autres d'Italie. Selon Chantal Mazard, ces deux théories sans preuves ne s'appuient que sur des conjectures,.
Guigues d'Albon épouse Mathilde. Ils ont quatre enfants :
- Guigues († 1142), qui succède à son père sous le nom Guigues IV, comte d'Albon dit Dauphin ;
- Humbert († 1147), évêque du Puy, archevêque de Vienne ;
- Gersende, mariée à Guillaume III († 1129), comte de Forcalquier, d'où :
  - Guigues († 1149), comte de Forcalquier,
  - Bertrand († 1149/51), comte de Forcalquier ;
- Mahaut ou Mathilde († après mars 1148), mariée vers 1134/1135 à Amédée III († 1148), comte de Savoie[5].